# 高雄捷運橘線
高雄捷運橘線（簡稱橘線）是臺灣高雄市高雄捷運首期兩條路線中的東西向路線，另一條是南北向的高雄捷運紅線，兩線於市中心中山路、中正路交叉處地下的美麗島站交會，乘客可在此於兩線間轉乘。
橘線西起位於哈瑪星的哈瑪星站，沿途經鹽埕區、愛河、中正路、大港埔圓環（美麗島站）、文化中心、高雄交流道、衛武營藝術文化中心（衛武營站）、鳳山市區、大東文化藝術中心（大東站）及鳳山國中至終點大寮站，全線除大寮站為地面車站外其餘皆為地下車站。
橘線原規劃設置愛河站（O3），但因高雄市政府遷至苓雅區（今四維行政中心），及高雄地下街因火警而關閉，加上西子灣（2024年改名為哈瑪星）站（O1）及鹽埕埔站（O2）因土質原因東移設站地點，與愛河站過近，故取消設站。最初的橘線西端曾考慮在中山大學內設站（2001年5月《橘線延伸至中山大學可行性初步分析報告》），後因地質問題以及中山大學不同意下而縮短至哈瑪星，但站名仍使用原本的西子灣而沒改成哈瑪星（2024年夏天改名）；東端原只到鳳山國中站與大東站之間的黃埔公園，而機廠設於今之衛武營都會公園，但後考量到機廠設於市區過於浪費，而將路線東延至大寮，並將機廠改至現址。
橘線全線皆是以高運量建設，但考慮營運初期運量不高，目前暫時以中運量1組3節營運，待紅橘線日運量達45萬人次之標準，才會提升至高運量2組6節的模式營運。

## 歷史
- 2002年9月：橘線公開招標區段標統包工程「CO2、CO3、CO4區段標」決標。
- 2002年10月：橘線公開招標區段標開工（O6~O14）。
- 2004年5月30日：鹽埕埔站工地發生坍塌事故。
- 2004年8月9日：西子灣站工地出現滲水情形，造成坍塌事故。
- 2005年12月4日：文化中心站與五塊厝站間潛盾隧道工地出現滲水情形，造成坍塌事故。
- 2007年11月29日：橘線潛盾隧道修復接合完成，全線順利貫通。
- 2008年6月30日：橘線完成模擬演練試運轉。
- 2008年7月15日：高捷公司向市府申請初勘，並於2008年7月18日通過初勘。
- 2008年7月22日：因興建橘線坍塌的中正地下道修復完成，恢復通車。
- 2008年8月30日、8月31日：橘線個站開放民眾參觀。
- 2008年9月8日、9月9日：交通部辦理高雄捷運橘線履勘。
- 2008年9月9日：橘線完成履勘，交通部提出通車前須改善5項項目，敲定9月10日複檢。
- 2008年9月10日：橘線連夜趕工改善交通部提出通車前須改善5項項目。
- 2008年9月12日：交通部表示，高雄捷運橘線與美麗島站通車前，應改善項目已經完成改善，並經履勘委員複勘確認，交通部已經核准高捷通車。高雄市政府和高雄捷運公司可擇期通車。
- 2008年9月14日：橘線全線通車，下午一點起開放橘線免費搭乘一週（至9月21日止）並與紅線串連。
- 2008年9月21日：在O13大東站舉辦橘線正式舉行通車典禮。
- 2008年9月22日：橘線開始營運收費，持一卡通在紅橘兩線不分里程15元優惠，該優惠方案至10月21日止
- 2008年10月22日：橘線開始營運收費，紅橘兩線里程原票價85折優惠。原優惠只到12月31日止，但延至2009年3月31日止。後因南岡山站（現為岡山高醫站）議約成功，所有捷運票價85折優惠再延至2009年6月30日止。再度決定延伸85折優惠到2010年3月31日止。
- 2017年11月11日：橘線衛武營站6號出口啟用[參⁠ 3]。
- 2018年1月1日：另為服務參加元旦升旗之旅客，2018年1月1日各端點站將提早發出首班營運列車，時間各為:橘線西子灣站清晨5點39分及大寮站清晨5點20分[參⁠ 4]。
- 2020年：大寮站增設半高式月台門啟用，橘線成為高雄捷運首條全線車站皆有月台門之路線。
- 2023年：西子灣站因出站後並未抵達西子灣，且與輕軌哈瑪星站不同名，避免讓乘客有誤導情形，市府已著手檢討，預計將西子灣站改名為哈瑪星站，與輕軌同名。[參⁠ 5]。
- 2024年6月30日：正式將橘線西子灣站、市議會站（舊址）、技擊館站，分別更名為哈瑪星站、前金站、苓雅運動園區站[參⁠ 6]。

### 路線通車時間表
| 年份   | 日期    | 通車區間                      | 階段 |
| ------ | ------- | ----------------------------- | ---- |
| 2008年 | 9月14日 | 西子灣站（今哈瑪星站）-大寮站 |      |

## 車站
| O 橘線 |                         |        |      |        |                    |                  |
| O1     | 哈瑪星                  |        | 地下 | 高雄市 | 鼓山區             | 環狀輕軌：哈瑪星 |
| O2     | 鹽埕埔                  |        | 地下 | 高雄市 | 鹽埕區             | 不適用           |
| O4     | 前金                    |        | 地下 | 高雄市 | 前金區             | 不適用           |
| O5     | 美麗島                  |        | 地下 | 高雄市 | 新興區             | 紅線             |
| O6     | 信義國小                |        | 地下 | 高雄市 | 新興區             | 黃線             |
| O7     | 文化中心                |        | 地下 | 高雄市 | 新興區             | 不適用           |
| O7     | 文化中心                | 苓雅區 | 地下 | 高雄市 |                    | 不適用           |
| O8     | 五塊厝                  |        | 地下 | 高雄市 | 環狀輕軌：凱旋公園 |                  |
| O9     | 苓雅運動園區            |        | 地下 | 高雄市 | 不適用             |                  |
| O10    | 衛武營                  |        | 地下 | 高雄市 | 黃線               |                  |
| O10    | 衛武營                  | 鳳山區 | 地下 | 高雄市 | 黃線               |                  |
| O11    | 鳳山西站 （高雄市議會） |        | 地下 | 高雄市 | 不適用             |                  |
| O12    | 鳳山                    |        | 地下 | 高雄市 | 不適用             |                  |
| O13    | 大東                    |        | 地下 | 高雄市 | 不適用             |                  |
| O14    | 鳳山國中                |        | 地下 | 高雄市 | 不適用             |                  |
| OT1    | 大寮                    |        | 地面 | 高雄市 | 不適用             | 大寮區           |

已投入使用
- 哈瑪星站：轉乘環狀輕軌哈瑪星站。因兩線票制不同，為出閘轉乘。
- 美麗島站：轉乘紅線。兩線同步建設，為十字型島側節點轉乘，並設有紅、橘的聯絡線。
- 五塊厝站/凱旋公園站：轉乘環狀輕軌。兩站相距約400公尺，因兩線票制不同，為出閘轉乘。

即將成為轉乘站的車站
- 信義國小站：轉乘黃線。橘線建設時未作出預留，捷運局會把4號出口拆除，增設連通道，以黃線增設的出口來替代。
- 衛武營站：雖然橘線建設時有預留原規劃棕線的轉乘空間，惟現時已取消規劃；但當初棕線預留的位置是在三多路上，而現時規劃的黃線則是建設在澄清路上，從而導致兩線的轉乘距離過長（有近400多公尺），黃線建設時將會增設轉乘通道，並設有自動手扶梯，這種設計在高雄捷運尚屬首次。

放棄預留結構的車站
- 五塊厝站：橘線建設時有預留原規劃藍線的轉乘空間，惟現時已取消規劃，預留結構便更改設計，消失於該站中。

## 接駁公車[參⁠ 7]
- 橘1
  - A路線：捷運哈瑪星站 - 中山大學
  - B路線：捷運哈瑪星站 - 西子灣（經鼓山輪渡站、駁二藝術特區）
  - C路線：捷運哈瑪星站 - 文學院
- 橘7
  - A路線：建軍站 - 舊鐵橋濕地（部分班次延駛至大樹區公所）
  - B路線：建軍站 - 佛陀紀念館
  - C路線：鳳山站 - 大樹
- 橘8：建軍站 - 過埤派出所
- 橘10
  - A路線：建軍站 - 鳳山轉運站（不經瑞興市場）
  - B路線：建軍站 - 鳳山轉運站（經瑞興市場）
- 橘11A/B：林園 - 建軍站
- 橘12：中崙社區 - 長庚醫院
- 橘16：鳳山轉運站 - 仁武區公所（部分班次延駛至大社區公所）
- 橘17：鳳山車站 - 長庚醫院
- 橘18：義大世界 - 鳳陽社區
  - A路線：義大世界 - 鳳山轉運站
- 橘20
  - B路線：捷運大寮站 - 上寮里
  - B路線（延駛）：捷運大寮站 - 上寮里（延駛輔英科大）
  - C路線：捷運大寮站 - 輔英科大
  - C路線（直達）：捷運大寮站 - 輔英科大
  - D路線：捷運大寮站 - 潮寮國中
- 橘21 
  - A路線：和春技術學院 - 捷運大寮站（公車式小黃）
  - B路線：溪寮 - 捷運大寮站（公車式小黃）
- 橘22：後庄 - 捷運大寮站（公車式小黃）
- 橘23：捷運大寮站 - 中庄（原橘20E公車式小黃）

## 延伸線/支線
高雄捷運橘線並無營運中的延伸線或支線，不過有兩條規劃中，並有兩條取消規劃。
大寮屏東線
最初規劃由台鐵捷運化，後改走現今路廊，從鳳山國中站使用與主線相同的高運量捷運系統延伸，最初稱作「屏東延伸線」，後改為今稱。最初規劃分三階段，先延伸後庄，再延伸屏東台糖總廠站（後來這兩階段合併），最後延伸屏東車站。但由於評估運量不足，因此計畫一直擱置，目前也有用高雄捷運黃線延伸或是高屏第二東西向快速公路共構捷運的替代方案。
旗津延伸線
紅橘線核定時進行的延伸線規劃中，曾有高運量主線從鹽埕埔站延伸哨船頭、旗津各一站的計畫，但2002年評估成本極高且對旗津社經影響過大，而不建議興建，在2005年規劃中已完全消失。現今的旗津線與當初規劃的無關。
中山大學延伸線
橘線開始興建後，2001年5月捷運局完成《補充橘線延伸至中山大學可行性初步分析報告》，預計從西子灣站再往西延伸一站至中山大學內，後因地質問題以及中山大學不同意下而未興建，且西子灣站後來也在興建時又東移到哈瑪星。

### 大寮林園線
大寮林園線又稱大寮延伸線，是高雄捷運計劃中的長期路網的一條路線，路線起於橘線大寮站旁的捷西路，路線往南沿台25線佈設，並在仁德路轉東接大寮路，再於光明路往南經過大發工業區西側，後又接回台25線，路線止於台17線，在此轉乘小港林園線的林園站。捷運局將小港林園線、大寮林園線、楠梓五甲線南段三線稱為高雄捷運「南環圈」。大寮林園線原預定採高運量系統與橘線直通行駛，但因預估運量不足而未興建；後改評估使用輕軌運輸系統，仍評估運量不足。因此目前先以加開公車班次替代，再視時機升格為公車捷運系統或輕軌運輸系統。
1988年8月，高雄市政府委託美國路易士伯格國際工程顧問公司進行路網規劃；隔年11月，該公司提出高雄捷運路網紅橘藍棕線四線，其中橘線東段止於高雄市鳳山區黃埔公園，機廠設於衛武營北側中正公園。在四線提出後，高雄市政府即提出希望橘線再往東延伸至大寮區的建議。1991年1月，橘線獲行政院核定為第一期第一階段辦理之項目。同年10月，捷運局籌備處委託美國帝力凱撒國際公司、中華、中興、中鼎、亞新等顧問公司組成的國際捷運顧問團進行紅橘兩線的修正可行性規劃評估，並包含《延伸路網可行性研究規劃》，其中即包含最初版本的大寮延伸線。該計畫案的大寮延伸線從橘線東端直通延伸，沿著中山東路，於今捷西路轉南，再接上台25線，終於鳳明路口，設4站；然而評估不具經濟效益。1993年1月，《橘線東端延伸大寮主機廠規劃報告書》報交通部；1994年9月，行政院核定橘線東延並將機廠改設於大寮。位於大寮機廠的大寮延伸線第一站OT1大寮站也因此一併興建，原案的大寮站設於今捷西路上，配合機廠興建而略東移至機廠內。

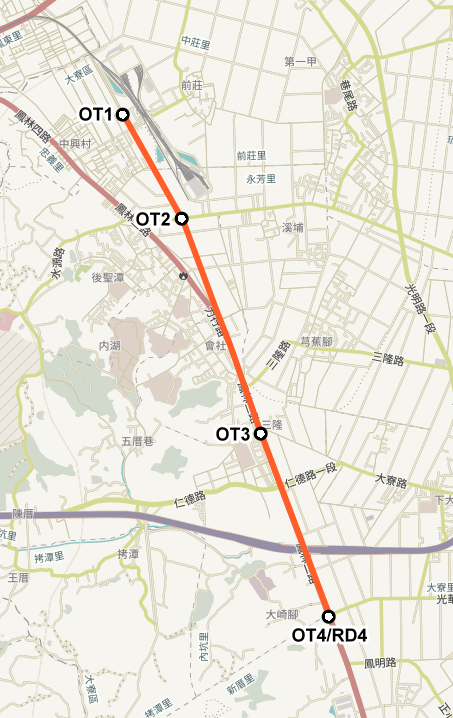
2000年左右的大寮延伸線方案

捷運局於1998年12月委託顧問公司進行《高雄都會區大眾捷運系統長期路網運輸規劃》專案，並在2001年4月完成路網建議報告報行交通部，隔年8月核轉行政院。該專案中，大寮延伸線站點位置略微移動，OT2站略南移到萬丹路口，OT4站從鳳明路口北移到光華路口，並可轉乘大坪頂延伸線的終點站。全線長4.868公里，設4站（含大寮站）。該專案以延伸一站、二站、三站三方案來評估，然而認為以高運量系統直通，三方案都不具經濟效益，不建議興建。

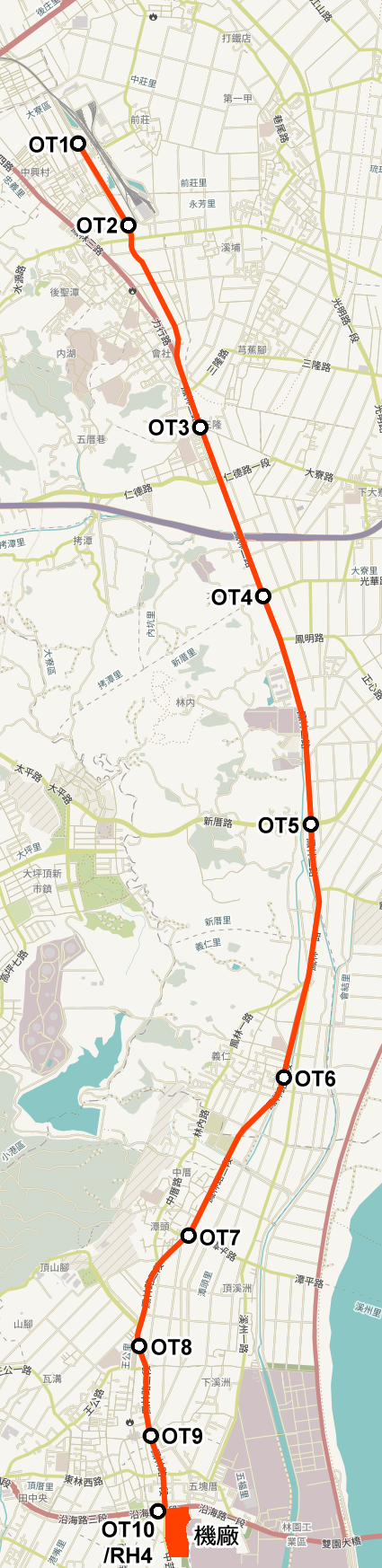
2005年左右的大寮延伸線方案

2003年12月捷運局再委託顧問公司辦理後續細節設計的《高雄都會區大眾運輸系統工程計畫長期路網規劃作業》專案，並於2005年2月交通部審定，該專案包含了子專案《大寮延伸線民間參與之可行性評估》。該專案中已無大坪頂延伸線，並認為大寮延伸線沿著台25線一路往南的台17線，並與台17線上的輕軌林園延伸線轉乘，可構成路網。並評估了新路線的高運量直通橘線效益，全線採高架，共15.354公里，設10站；然而因為經過鳳山斷層，以及轉進台17線轉角問題，還有評估運量不足等，高運量案遭否定，而另以平面輕軌運輸系統方式評估。平面輕軌全線共14.67公里，設10站，起站需與橘線大寮站徒步轉乘。機廠設於中芸路東側、台17線南側、林園中排水溝西側的土地，與林園延伸線共用，並且在機廠聯開商場。平面輕軌方案自償率為負，但加上林園機廠聯開商場，自償率可提到為正；然而將土地開發成本考量進去，BOT模式仍不可行；且分年償債比率過低，縱使採用OT模式，仍然不可行，且因益本比低於1，政府自建自營運也無經濟效益，因此計劃不可行，建議先增開公車班次培養運量，並待沿線發展成熟。
2010年高雄縣市合併，高雄市捷運局納入高雄市而重新規劃捷運路線，於2011年12月委託顧問公司進行《高雄都會區大眾捷運系統整體路網規劃作業》專案，2015年底完成審定。在該專案中，大寮延伸線改稱「大寮林園線」，編號改為DL，路線略做修改，於仁德路轉東接大寮路，再於光明路往南經過大發工業區西側，後又接回台25線，其餘與先前方案相同；全線長16.68公里，設13站；此路線變更讓路廊更接近大發工業區。捷運局將小港林園線（原林園延伸線）、大寮林園線、楠梓五甲線南段三線稱為高雄捷運「南環圈」。